# Boskovice
Boskovice (niem. Boskowitz) − miasto w Czechach, w kraju południowomorawskim. Według danych z 31 grudnia 2003 powierzchnia miasta wynosiła 2 783 ha, a liczba jego mieszkańców 11 121 osób.
W miejscowości jest stacja kolejowa Boskovice.

## Demografia
| Rok             | 1970  | 1980   | 1991   | 2001   | 2003   |
| --------------- | ----- | ------ | ------ | ------ | ------ |
| Liczba ludności | 8 837 | 11 045 | 11 290 | 11 359 | 11 121 |

Źródło: Czeski Urząd Statystyczny

## Współpraca
Miejscowości partnerskie:
- Frasnes-lez-Anvaing, Belgia
- Levice, Słowacja
- Rawa Mazowiecka, Polska